# Jilin Connell
Jilin Connell ist ein chinesisches Chemieunternehmen. Hauptprodukte sind Salpetersäure, Anilin, Nitrobenzol, Ammoniak und Industriegase.
Jilin Connell betreibt eine Kohlevergasungs-Anlage zur Produktion von Ethylenglycol. Im Jahr 2020 wurde eine Methanol-to-Olefins-Anlage mit einer Kapazität von 300.000 t/a in Betrieb genommen.